# Mémer
Mémer, également orthographié Mémèrè, est une commune rurale située dans le département de Koper de la province de l'Ioba dans la région Sud-Ouest au Burkina Faso.

## Géographie
Mémer se trouve à environ 7 km au nord-est de Koper et à environ 20 km à l'ouest de Dano, le chef-lieu provincial.

## Économie
Traditionnellement la localité est réputée pour ses forgerons qui exploitent les mines de fer alentour.

## Santé et éducation
Mémer accueille un centre de santé et de promotion sociale (CSPS) tandis que le centre médical avec antenne chirurgicale (CMA) de la province se trouve à Dano.